# 张灵和
张灵和（469年—520年4月1日），名弁，字灵和，以字行，清河郡东武城县（今河北省衡水市故城县）人，北魏官员。

## 生平
张灵和二十岁左右被清河郡征辟出任功曹、中正，司空穆亮出任冀州刺史时，征召张灵和出任南宫县、侯城县、安陵县三县县令。正始末年，京兆王元愉出任冀州刺史，怀有异心，搜罗人才。永平元年（508年）八月，元愉起兵，任命张灵和出任冠军将军、济州刺史。元愉派遣使者，以功名利禄劝说平原郡太守房亮追随自己，房亮当即斩杀使者，发兵防卫。元愉大怒，派遣张灵和率领军队进攻房亮。房亮督导勉励士兵和百姓，晓示顺从和谋逆的道理，出城进攻张灵和，将叛军打的大败。张灵和之后见到元愉大事不妙，于是遣散部众，脱离元愉归附中央军。熙平初年，渤海郡的大乘教再度起兵，司空于忠当时出任冀州刺史，听说张灵和的才干，征召张灵和出任统领。张灵和很快补任冀州司马，受到于忠的深切礼遇。等到于忠返回朝廷，屡次举荐张灵和。神龟三年二月乙亥朔廿八日壬寅（520年4月1日），张灵和在住宅中发病去世，虚岁五十二。冀州刺史、中军大将军李韶上疏朝廷赠予张灵和清河郡太守。正光元年十一月十五日乙酉（520年12月10日），张灵和葬于底阁城西北二里。

## 家庭

### 八世祖
- 张岱，东汉御史大夫[1]

### 七世祖
- 张弘，西晋大长秋[1]

### 祖父
- 张幸，北魏使持节、镇东将军、青州刺史、平原成穆公[1]

### 父亲
- 张略之，北魏冀州主簿、沧水郡太守[1]

### 夫人
- 太原王氏，征虏将军、平原郡太守王某之女[1]

### 子女
- 张远，北魏郡功曹[1]
- 张衍，北魏州主簿[1]
- 张天宜[1]
- 张叔彦[1]
- 张叔礼[1]